# Allan Bell
Allan Robert Bell CBE (sinh ngày 20 tháng 6 năm 1947) là một chính khách người Manx, từng là Thủ hiến Đảo Man, đã được bầu vào vị trí đó vào ngày 11 tháng 10 năm 2011. Ông là Nghị sĩ độc lập của House of Keys cho khu vực Ramsey từ năm 1984 đến tháng 9 năm 2016. Ông được thay thế làm Bộ trưởng vào ngày 4 tháng 10 năm 2016.

## Tuổi thơ và giáo dục
Bell được học tại trường ngữ pháp Ramsey. Ông đã tham gia vào ngân hàng và bán lẻ quần áo trước khi tham gia chính trị.

## Đơi tư
Trong một cuộc phỏng vấn năm 2015 với The Guardian, Bell đã nói rằng "Mọi người biết rằng tôi đồng tính. Tôi đã không bao giờ tiết lộ bí mật về điều đó, nhưng chưa ai hỏi tôi cả."